# 透明なわたしたち
『透明なわたしたち』（とうめいなわたしたち）は2024年9月16日からABEMAで配信されている配信ドラマ。主演は福原遥。
東京と富山を舞台に、20代の若者たちが抱える様々な状況とそれに伴う複雑な感情を、高校時代の繋がりから描いた群像劇。
Netflixにて世界配信される。

## 制作背景

### 制作・脚本
監督の松本優作は、ABEMAのプロデューサーの中村好佑とBABEL LABELのプロデューサーの瀬崎秀人から「ABEMAで青春群像劇を作りたい」とのオファーを受けドラマの制作に着手しており、プロデュースの藤井道人からアドバイスをうけながら、登場人物と同世代の若い脚本家とチームライティングの形をとり本作で初めての脚本制作に挑戦している。
松本は現代社会で感じる「他者への想像力の欠如」を本作のテーマに取り上げ、通り魔事件を通して、人々が犯人と自分を区別して安心しようとする感覚に疑問を投げかけ、事件に至るまでの過程に想像力を働かせることで、同様の悲劇を防ぎたいと語っている。作品では26、27歳という年齢層に焦点を当て、大人としての責任を求められながらも心が追いつかないこの世代特有の「どっちつかずの思い」を描きたかったと松本は語る。また、現代社会が「裕福と貧困」「田舎と都会」といったような二項対立に傾きがちな中で、むしろ大切なのはその中間である「グレーゾーン」で悩む人々の姿だと感じており、この曖昧さを作品できちんと描くことを重要視したとも語る。

### キャスティング・演出
福原遥が主演に選ばれた理由は、彼女の「主演の器」とともに、従来の明るく真面目なイメージを覆し、新たな一面を引き出したいという意図からであった。松本は福原をはじめキャスト陣と対話を重ね、役柄やシーンの解釈を深めることで作品のリアリティを追求した。
また、松本は東京をメインにした現在パートは少し冷たいブルーの色合いで、富山の回想パートは暖色系のぬくもりある色合いで構成し、音響も、東京は小さな場所にノイズがたくさんあるような、世界が広がらないイメージ、富山はもっと抜け感がある広がりを感じる音作りを意識している。

### 主題歌
主題歌「Sign」を手掛けた幾田りらはドラマの脚本と撮影済みの映像を渡され、監督の松本から「等身大の自分が感じたことを曲にしてほしい」と依頼されている。幾田は過去10年間で自身が感じてきた想いを反映させ、ドラマのテーマである「透明なわたし」を歌詞に織り交ぜ曲を書き下ろした。松本は完成した楽曲を受け取った際、その深さに感銘を受けたと語っている。

## あらすじ
#1
東京で週刊誌のライターをする中川碧は新聞記者になる夢を果たせず、不倫などの芸能ゴシップを追う望まない日々を過ごしていた。碧と富山の高校で仲の良いグループだった齋藤風花、喜多野雄太、桜井梨沙たちもまた、思い描いていた将来と現実とのギャップに葛藤していたが、高木洋介だけは東京で起業に成功し、ひとり人生を謳歌していた。そんなある日、渋谷のスクランブル交差点で無差別刺傷事件が起こり、世間を震撼させる。
#2
碧は渋谷無差別刺傷事件のニュースを見て、犯人が高校時代のダンス部と同じメイクをしていたことから、犯人が同級生ではないかと疑う。友人の風花に確認を取ろうとするが多忙な彼女と満足に連絡が取れず、確証のないまま犯人を同級生の線で調べ、碧は上司の田嶋に取材許可を求める。ダンス部の同級生を調べる中で、音信不通の喜多野を探ろうと、彼の恋人であった梨沙と再会するが手がかりは掴めない。しかし「トモダチ」というアカウントから、ダンス部員だった高木が犯人だというメッセージがSNSで拡散される。
#3
碧は高木を心配して彼の会社を訪れるが面会を拒否され、「トモダチ」にDMを送り取材を試みる。一方、碧は渋谷事件の調査をともに進める梨沙から「もし友人が犯人でも記事を書くのか」と問われ、高校時代の部室放火事件を思い出す。碧は新聞放送部としての使命感から事件を独自に記事にした結果、放火犯と疑われた喜多野は高校を中退していた。その後「トモダチ」から返信があり碧は対面での取材を交渉するが、その正体は風花で取材を拒まれる。そんな中、警察が緊急会見で渋谷事件の犯人を尾関健と発表する。
#4
「トモダチ」のアカウントで高木を犯人扱いした風花は誹謗中傷の返信に悩まされる。碧、風花、高木たちが出席した富山での同窓会で「トモダチ」は喜多野ではないかと噂にのぼり、火事の話題になると高木は屋外に抜け出し喫煙するが、何者かから未成年との淫行動画がスマホに届き口止め料を要求される。碧は尾関の関係者への取材で高木にもインタビューするが、憔悴する高木は火事の件で喜多野に恨まれ脅されていると言い出す。高木は火事の原因が自分のタバコと認めるが、喜多野を犯人にしたのは碧たちだと非難し、探偵に調査させた闇バイトに関わる喜多野の写真を見せる。高木の言葉に記事を高校に掲示した碧は責任を感じるが、出版社に渋谷事件直前まで尾関と一緒だったと証言する女子高生サクラが現れる。
#5
パパ活をするサクラは、アスファルトに咲く花を気に留める尾関が自分と同じ孤独を抱えていると感じる。サクラは尾関をホテルに誘い、ビルから飛び降り自殺したユリの話を通して互いの素性を打ち明ける。サクラは話の流れから尾関にダンス部のメイクを施し別れるが、渋谷事件を知り、彼の本当の姿を伝えてほしいと碧に託す。しかし碧はサクラが語る尾関と、世間が抱く尾関像のギャップに頭を悩ませる間に、田嶋に尾関が買春したと記事にされる。さらに以前取材した不倫ゴシップのモデルが自殺未遂をしたと知り、碧は苦悩する。富山に戻った碧は、再会した風花から「トモダチ」の正体と明かされ、互いの苦しみを打ち明け合う中で、記者としてやり直す覚悟を決める。そのころ、喜多野は強盗中に殺人を命じられるが逃げ出し、渋谷の人ごみの中で自殺を図ろうとするが、梨沙に助けられる。
#6
尾関は高校時代から碧に秘かな想いを抱きながらも、孤独な生活を送っていた。高校卒業後、地元の富山で運送会社に就職するも人との関わりが少なく、孤独な日々が続く中で母親を亡くす。尾関は上京しそこでも孤独な日々は続いていたが、ある日、街中で女子高生ユリの自殺を目撃、彼女が自らの存在を示すために死を選んだと考えた尾関は、強い共感を覚える。さらにユリの友人だったサクラと出会い「ユリのように勇気があれば、透明でなくなれた」との彼女のつぶやきに、尾関は渋谷のスクランブル交差点で命を絶つ決意を固めるが、そこでユリの死を軽んじる若者たちを目撃し、怒りに駆られ彼らを刺してしまう。碧は尾関に取材を進める中で、過去に自分が書いた放火事件の記事が友人たちの人生を狂わせたと吐露するが、その放火事件の現場に居合わせていたと尾関から告白され、「みんな、自分の見たいものしか見ていない」との言葉に衝撃を受ける。碧は報道に専念し尾関の真相を記事にすることを決意し、碧の仲間たちも自らの過ちや孤独に向き合い、新たなスタートを切る。碧は暴力ではなく、言葉で社会に訴える決意を新たにし、今後も「透明な存在」に向けて語りかけていくことを誓う。

## キャスト

### 主要人物
高校時代の仲良しグループ。チーム曳山
中川碧
演 - 福原遥
新聞放送部→週刊誌のライター。新聞記者を志望するも叶わず、書きたくない芸能ゴシップを追う望まない日々を送る。
高校時代、顧問に却下された部室放火事件の記事を使命感から密かに校内に掲示している。
齋藤風花
演 - 小野花梨
新聞放送部→夫の家業である鋳造所を手伝う一児の母。娘の教育や家業がままならず、憂さ晴らしにSNSへ誹謗中傷を書き込む。
高校卒業後に碧を頼り上京、テレビ番組制作会社で働くが激務に耐えきれず挫折し、志半ばに富山に帰郷している。
高木に高校時代は好意を抱いていたが、彼の成功を妬み「トモダチ」のアカウントで彼が無差別刺傷事件の犯人とSNSで拡散する。
桜井梨沙
演 - 武田玲奈
新聞放送部→恵比寿のホステス。俳優志望であるが仕事にはありつけず、虚栄心からお洒落な生活を送る虚像をSNSに投稿する。
高校時代に喜多野と交際していたが、部室放火事件がきっかけで破局している。
喜多野雄太
演 - 伊藤健太郎
ダンス部→闇バイトの従事者。渋谷の片隅で闇バイトに手を染め、闇バイトの範疇を超えた強盗に手を出し裏社会の沼にはまる。
部室の火事で犯人に疑われたのをきっかけに高校を中退、碧たちとは距離を置き音信不通となる。
高木洋介
演 - 倉悠貴
ダンス部→スタートアップ企業「ビジーズ」のCEO。東京での起業が大成功を収め、セレブ然とした生活を送る。
だが未成年に淫行した動画が届き、口止め料に5千万円を振り込むよう脅迫され、それを喜多野の仕業と疑う。
高校時代、喫煙していたタバコの火の不始末で失火し部室が全焼するが、喜多野が放火犯と疑われたことに乗じ口を噤んでいる。
尾関健
演 - 林裕太
ダンス部。雄太の幼馴染。→渋谷無差別刺傷事件の犯人。母親が経営する喫茶店は高校時代の碧たちの溜まり場だった。

### 碧の関係者
小山修平
演 - 前原滉
碧と同棲する恋人。
中川涼子
演 - 仙道敦子
碧の母親。
中川賢治
演 - 成松修
碧の父親。

### 週刊ジャッジ
碧の勤務する三つ葉出版のゴシップ週刊誌編集部。
田嶋健一
演 - 渋川清彦
編集部での碧の上司。碧に書きたい記事でなく、読者が読みたい記事を書くよう促す。
佐々木茜音
演 - 上原実矩
ライター。碧の後輩。

### 風花の関係者
齋藤光一
演 - 和田正人
風花の夫。富山県高岡市で「齋藤合金鋳造所」を営む銅器職人。
齋藤のぞみ
演 - 岡島蓮夏
風花と光一の娘。
齋藤美由紀
演 - 根岸季衣
光一の母（風花の義母）。風花を伴い、旅館などに銅器を売り込む。

### 健の関係者
尾関恵子
演 - 片岡礼子
健の母。喫茶店「振り子」を営む。健が高校を卒業する前に病に倒れ、そのときには末期を迎えており闘病も空しく亡くなる。

### 関野高校 新聞放送部
碧、風花、梨沙が所属していた部活動。
一ノ瀬蓮
演 - 金子大地
高校時代、碧が憧れていた新聞放送部の部長→東央新聞の記者。
「言葉は誰も知らなかった真実を伝えることが出来る」と碧に教える。
高平康平
演 - 三浦貴大
関野高校の国語教師。新聞放送部の顧問。

### その他
ユリ
演 - 小川未祐
ビルの屋上で動画を配信していた女子高生。最後に自分が投身自殺する一部始終を生配信する。
サクラ
演 - 菊地姫奈
トー横キッズ。大久保公園前で尾関に会い、その後碧の記事を読み「事件前に尾関に会った」と訪ねてくる。
ユリとの関りは主題歌「Sign」のMVでアナザーストーリーとして描かれている。

### ゲスト

#### #1
溝口拓也
演 - 工藤孝生（#4 - #6）
高木とスタートアップ企業「ビジーズ」を起業した仲間。
岡村隼人
演 - 芝大輔（モグライダー）（#4・#5）
高木をクラブでもてなす羽振りのいい若手企業家。
若槻美南
演 - 森香澄（#5）
田嶋と碧が不倫スクープを狙うモデル。
青木貴敏
演 - 山田将之
田嶋と碧が不倫スクープを狙う実業家。
パリピ
演 - 今井アンジェリカ、Aimi
高木の誕生日＆会社の設立5周年記念パーティの出席者。
同伴客
演 - 川本三吉（#2）
梨沙の同伴客。
男子高校生
演 - 安藤航輝（#2・#3・#6）、羽鳥裕翔（#2・#3・#6）
関野高校時代の碧たちと同窓の生徒たち。
ダンス部員
演 - 脇本大樹（#2 - #4・#6）、金丸尭暉（#2 - #4・#6）、前田龍平（#2 - #4・#6）
彼女
演 - 辻村心響

被害者
演 - アンノユウキ（#6）、静谷篤（#6）、大河内奏至（#6）
渋谷無差別刺傷事件の被害者。
女子高生
演 - 秋好美桜（#2 - #5）
エンディングパートに登場する長髪の女子高生。
- 山田将之、入船亭扇七、いけだりくと

#### #2
アナウンサー
演 - 西澤由夏（ABEMAアナウンサー）（#6）
渋谷無差別刺傷事件のニュース速報を伝える。
アナウンサー
演 - 瀧山あかね（ABEMAアナウンサー）
渋谷スクランブル交差点での通り魔事件のニュースを伝える。
警察官
演 - 吉増裕士（署長、#3・#4）、近藤強（刑事課長、#3・#4）、狩野和馬（司会者、#3・#4）、骨川道夫（#3・#4）
渋谷無差別刺傷事件で記者発表する渋谷中央署の警察官。
男子高校生
演 - 水口勝心（ダブルグッチー）（#4）、木戸口育未（ダブルグッチー）（#4）
関野高校の文化祭で漫才を披露し、同窓会で乾杯の音頭を取る。
男子高校生
演 - 山根千弥
関野高校の文化祭で舞台発表の司会をする
東央新聞の記者
演 - 高品雄基
一ノ瀬の同僚。
女将
演 - 橋本瑞穂
旅館の女将。風花と美由紀から銅器の急須の売り込みをかけられる。

#### #3
受付
演 - 吹越ともみ
「ビジーズ」の受付。高木に面会に訪れた碧に、社長には取り次ぎできないと対応する。
警官
演 - 島拓也
関野高校ダンス部の部室の火事で検証中の現場を警備する富山県警の警察官。
女子高校生
演 - 大江華穂
部室の火事について碧、風花、梨沙から聞き込みを受け、ダンス部と野球部が揉めていたと教える。
近隣住民
演 - 谷内也絵子
部室の火事で碧、風花、梨沙に怪しい人影を見たと教える。
女子高生
演 - 中川聖菜
関野高校のソフトテニス部員。部室のもらい火で先輩たちからのプレゼントが全部燃えてしまったと碧、風花、梨沙に教える。
刑事
演 - 梅田誠弘
部室の火事の件で、職員室でダンス部の部員たち一人一人に聞き取り調査をする。
吉久幸作
演 - 米本学仁（#4）
碧たちが東京で行きつけの居酒屋「風車」の店主。
重森美香〈24〉
演 - 重松文
梨沙の出演したテレビ番組（恋愛リアリティーショー）の出演者。ドッグカフェの店員。
テレビ番組の出演者
演 - 重松文、桜木那智、島津見
梨沙の出演したテレビ番組の出演者。
- 高橋杏奈、藤井湯津香、居島裕依、近藤智、平岡ちか

#### #4
小山内
演 - 松井薫平
記者。同窓会で富山に帰郷し、廃墟となった喫茶「振り子」を覗き見ていた碧に取材しようとする。
同伴客
演 - 奥井隆一
梨沙と同伴する男性。
同窓生
演 - 小西貴大、牛嶋裕太
関野高校で開かれた同窓会で、「トモダチ」の正体は喜多野ではないかと噂する。
ナツキ
演 - 小野六花
高木と淫行する女性。淫行の隠し撮り動画が届き、未成年と明かされた高木は口止め料に5千万円を振り込むよう脅される。
三上健太
演 - 田中俊介
喜多野の先輩。もっと稼げる闇バイトを紹介する。
弁護士
演 - 池田良
「ビジーズ」の買収を希望する三殿グループに会社を50億で売却する件で、有価証券報告書を基に買収監査に入ってもよいと報告する。
大家
演 - 蓬莱照子
尾関の住むアパートの大家。
元同僚
演 - 岡本智礼
尾関の職場の元同僚。
パク
演 - 鈴木こうすけ（#5）
喜多野の闇バイトの指示役。
男性
演 - 瀬野一至
喜多野と闇バイトに手を染める男性。

#### #5
サラリーマン
演 - 八木光太郎
サクラにパパ活はいくらかと確認する男性。
老夫婦
演 - 須永慶、加藤美智子
喜多野たち闇バイト集団に強盗に入られた家の老夫婦。喜多野に命乞いする。
強盗
演 - うえきやサトシ、遠藤雄斗
喜多野と一緒に老夫婦の家に強盗に押し入った闇バイトの従事者。
クラブの客
演 - 阪田智靖
梨沙が接客する客。同席するホステスをゴルフに誘う。
刑務官
演 - 板井剛貴（#6）
尾関が収容されている拘置所の刑務官。

#### 最終話
小料理屋の店主
演 - 永岡佑
尾関が高校を卒業後勤めていた富山の「ヒメキ輸送」での配達先の店主。
客
演 - 青木将彦
梨沙が働くクラブの客。持ち馬がレースに出るという。
アナウンサー
演 - 藤田かんな

検察官
演 - 小谷真一
渋谷無差別刺傷事件の裁判を担当する検察官。
- 島田剛平、福田賢志、武内良樹、関口アナン、鈴政ゲン[52]、澤奈央[53]、福田サン、澤井朱香、小上防碧仁、宮川元和、鎌田らい樹、土田澄衣、坂本仰

## スタッフ
- 監督・脚本 - 松本優作[54]
- 脚本 - 八代理沙、八瀬ねね（BABEL LABEL Writer’s room）[55]
- エグゼクティブプロデューサー - 谷口達彦
- プロジェクト統括 - 古賀吉彦
- プロデュース - 藤井道人[55]
- プロデューサー - 中村好佑、瀬崎秀人、増田卓也
- 音楽 - 田井千里
- 主題歌 - 「Sign」幾田りら（Echoes/ソニー・ミュージック・エンタテインメント）[55]
- 企画・制作プロダクション - BABEL LABEL[55]
- 制作・著作 -  ABEMA

## 配信日程
| 各話 | 初配信日 | サブタイトル           | 脚本              | 配信時間 | 備考                                                                  |
| ---- | -------- | ---------------------- | ----------------- | -------- | --------------------------------------------------------------------- |
| #1   | 09月16日 | 渋谷無差別刺傷事件     | 松本優作          | 39分     | 常時無料配信                                                          |
| #2   | 09月23日 | 犯人は同級生           | 八代理沙 松本優作 | 38分     | 常時無料配信                                                          |
| #3   | 09月30日 | 真犯人                 | 八代理沙 松本優作 | 44分     | 常時無料配信                                                          |
| #4   | 10月07日 | 犯人にしたのはお前らだ | 八瀬ねね 松本優作 | 42分     | 初配信日から1週間無料見逃し配信 以降、ABEMAプレミアム会員のみ視聴可能 |
| #5   | 10月14日 | アスファルトに咲く花   | 八瀬ねね 松本優作 | 50分     | 初配信日から1週間無料見逃し配信 以降、ABEMAプレミアム会員のみ視聴可能 |
| #6   | 10月21日 | 透明なわたしたち       | 松本優作          | 67分     | 初配信日から1週間無料見逃し配信 以降、ABEMAプレミアム会員のみ視聴可能 |